# 路德·古利特
路德·古利特（Ruud Gullit，1962年9月1日—），是一名退役荷蘭足球運動員及現任足球領隊，是1987年歐洲足球先生和1987年、1989年世界足球先生得主。

## 生平
古利特早年出身於荷蘭聯賽下游球會，1982年加盟飛燕諾，三年後轉投PSV燕豪芬。當時古利特已是荷蘭國家隊成員，但荷蘭卻未打入世界杯決賽週。
1987年古利特加盟意大利球會AC米蘭，配合後來的里杰卡尔德和范巴斯滕，組成了著名的荷蘭三剑客。在三人坐鎮AC米蘭期間，AC米蘭贏得了三個意甲冠軍、兩個欧洲冠军杯冠軍。1988年「荷蘭三剑客」還一手為荷蘭國家隊贏得欧洲足球锦标赛。早在1987年古列治便當選為歐洲足球先生，同年和1989年也當選為世界足球先生。
1995年7月古利特轉赴英超加盟切尔西，其後還兼任領隊。期間他為切尔西贏得1997年英格蘭足總杯。後來他與球會高層發生爭執，結果被辭退。1998年他轉教英超另一支球隊纽卡斯尔联，執教首季成績出奇地差劣，僅能贏得聯賽第十一名。翌季纽卡斯尔联竟连续八场不胜，同時還與球隊多名主力爭執，結果他又一次被辭退。
2004年古烈治執掌飛燕諾帥印，但只執教一年便辭職，原因是沒有贏得獎項。
2007年成為美國洛杉磯銀河隊的領隊，2008年8月11日，与洛杉矶银河尚有合同在身的古利特突然宣布因私人原因辞职，之后他一直赋闲在家。
2011年1月18日，他轉往俄羅斯的格羅茲尼執教，2011年6月14日被辭退，被辭退前他只帶領球隊贏得三場賽事。

## 榮譽
- 欧洲足球锦标赛冠军：1988年
- 荷兰联赛冠軍：1984年、1986年、1987年
- 荷兰杯赛冠军：1984年
- 意大利联赛冠军：1988年、1992年、1993年
- 意大利足协杯冠军：1988年、1994年
- 欧洲冠军杯冠军：1989年、1990年
- 欧洲超级杯冠军：1989年、1990年
- 丰田杯冠军：1989年、1990年
- 歐洲足球先生：1987年
- 「足球世界」世界足球先生：1987年、1989年
- 歐洲國家杯：1988年(冠軍)
- FIFA 100成員：2003